# 18020 Аменд
18020 Аменд (1999 JT126, 1996 VT6, 18020 Amend) — астероїд головного поясу, відкритий 13 травня 1999 року.
Тіссеранів параметр щодо Юпітера — 3,285.